# The Mo Sheringham Museum
The Mo Sheringham Museum est situé à Sheringham, dans le comté de Norfolk. Le musée maritime actuel a ouvert en avril 2010 et a remplacé l'ancienne collection qui a été installée dans des maisons de pêcheurs derrière la rue principale.

## Historique
Auparavant, le musée de la ville était aménagé dans des maisons et des lavoirs de pêcheurs transformés au cœur de la ville. Il présentait l'industrie de la pêche locale, une collection d'outils de construction de bateaux traditionnels datant des années 1880. Sheringham était réputé pour la construction navale de bateaux de pêche par des constructeurs de la ville pour les pêcheries de Sheringham et de Cromer qui lançaient leurs bateaux des plages de galets en bas des falaises. Au milieu du 19e siècle, il y avait plus de 200 bateaux de pêche en activité. Les pêcheurs étaient de vrais personnages qui étaient connus par des surnoms comme Downtide, Bounce, Squinter, Spider, Butter Balls, Bread-alone, Pongo etTeapot.  

Il était également exposé des modèles ancien de canot de sauvetage, une touraille datant de la période de la Rome antiquefour , le règlement original de l'Upper Sheringham , et des photographies montrant l'évolution de la station balnéaire populaire.
L'une des plus récentes expositions a montré des morceaux d'os d'éléphant, datant d'environ 1,5 million d'années, qui avaient été trouvés au pied des falaises à l'ouest de Sheringham, important découverte parce que personne ne s'attendait à cela en ces lieux. Ces animaux géants parcouraient le monde à un moment où, ce qui est maintenant la côte de Norfolk, bien que beaucoup plus au nord, jouissait d'un environnement presque tropical. Lié à cela, se trouvent aussi une étude sur la géologie de la plage et l'exposition des fossiles trouvés sur les plages locales et d'autres objets insolites tels qu'une vessie de porc utilisée comme flotteur d'un pêcheur, un piège à mouches de l'époque victorienne...
Le musée expose aussi sur la Première et Seconde Guerre mondiale au niveau de cette région. À 20h30 le 19 janvier 1915, Sheringham est devenu le premier lieu en Grande-Bretagne à avoir été bombardé par un Zeppelin allemand. L'histoire et une partie de la bombe y sont exposés. Sheringham a aussi été une ville de première ligne pendant la Seconde Guerre mondiale avec l'artillerie du camp militaire de Weybourne. Une exposition appelée « Malheurs de la paix et de la guerre » présente les débris des avions, des navires et autres objets trouvés sur les plages du North Norfolk.

## The Mo
The Mo a été, à l'origine, une maison où est née en 1881, la fille de Sir Thomas Digby Pigott, un membre de la famille Upcher.  
Les militaires ont réquisitionné la propriété en 1940 et, bien qu'initialement destinée comme bastion défensif contre les forces d'invasion, elle a été principalement utilisée pour former les troupes dans les combats de rue. Très endommagée, elle a été abattue en 1946 et le site a ensuite été utilisé comme aire de jeux pour enfants.
L'Anglian Water (en) (compagnie des eaux) a acquis le site en 1996 à l'administration du North Norfolk afin de construire un système d'assainissement de plusieurs millions de livres pour la ville ; en retour, il a construit un bâtiment avec un réservoir  d'eau dessus. Il est resté vide jusqu'en 2009 et que le bail soit transféré à la Sheringham Museum Trust.
En avril 2010, le musée a rouvert ses portes dans une nouvelle installation située à "The Mo", un bâtiment moderne sur le front de mer de la ville. Les expositions se concentrent sur l'industrie et le développement de la pêche de la ville mais aussi comme lieu de villégiature. Les activités de la station de sauvetage Sheringham y sont présentées, ainsi que trois anciens canots de sauvetage. Le musée présente également le Parc éolien de Sheringham Shoal.

## Bateaux exposés
- RNLB J.C. Madge (1904)
- RNLB Forester's Centenary (1936)
- RNLB The Manchester Unity of Oddfellows (1962)

## Galerie d'images
| The Mo Sheringham Museum | The Mo Sheringham Museum | The Mo Sheringham Museum |
| ------------------------ | ------------------------ | ------------------------ |
|                          |                          |                          |